# United States (Schiff, 1949)
Die USS United States (CVA-58) sollte ein Flugzeugträger im Dienst der United States Navy werden. Das Schiff war als Typschiff der vier Schiffe umfassenden United-States-Klasse vorgesehen. Der Bau des Schiffes, das der erste „Supercarrier“ geworden wäre (also ein Flugzeugträger, der die Flugzeugträger des Zweiten Weltkrieges in seiner Größe weit übertreffen sollte), begann am 18. April 1949, wurde aber nur fünf Tage später wegen militärpolitischer Differenzen abgebrochen. Diese Entscheidung führte letztlich zum sogenannten „Aufstand der Admirale“.
Stein des Anstoßes war die Tatsache, dass auf der United States erstmals Atomwaffenträger auf See stationiert werden sollten. Bis dahin wurden Atombomben nur von Flugzeugen der United States Air Force getragen. Der Flugzeugträger sollte eine Carrier Air Group aufnehmen, die aus 12 Atombombern als Angriffskomponente und 45 Jagdflugzeugen für Geleitschutzaufgaben bestanden hätte. Nur zwei Jahre später begann aber die Planung für eine neue Klasse von Flugzeugträgern, die dann ab 1955 auch Atombomben erhielten.

## Geschichte
Am 29. Juli 1948 genehmigte US-Präsident Harry S. Truman den Bau eines Supercarriers. Das Projekt war schon längere Zeit von der Navy geplant worden. Die Mittel für dieses Schiff wurden im Naval Appropriations Act of 1949 bereitgestellt. Gefördert wurde das Projekt vor allem von Verteidigungsminister James V. Forrestal, einem ehemaligen Marineflieger. Die geplante Klassifizierung lautete CVA für Cruiser Volplane Attack, zu deutsch Kreuzer mit Starrflüglern für Angriffszwecke. Vorgesehen war eine vier Einheiten umfassende United-States-Klasse von Flugzeugträgern, deren Typschiff CVA-58 hätte werden sollen.

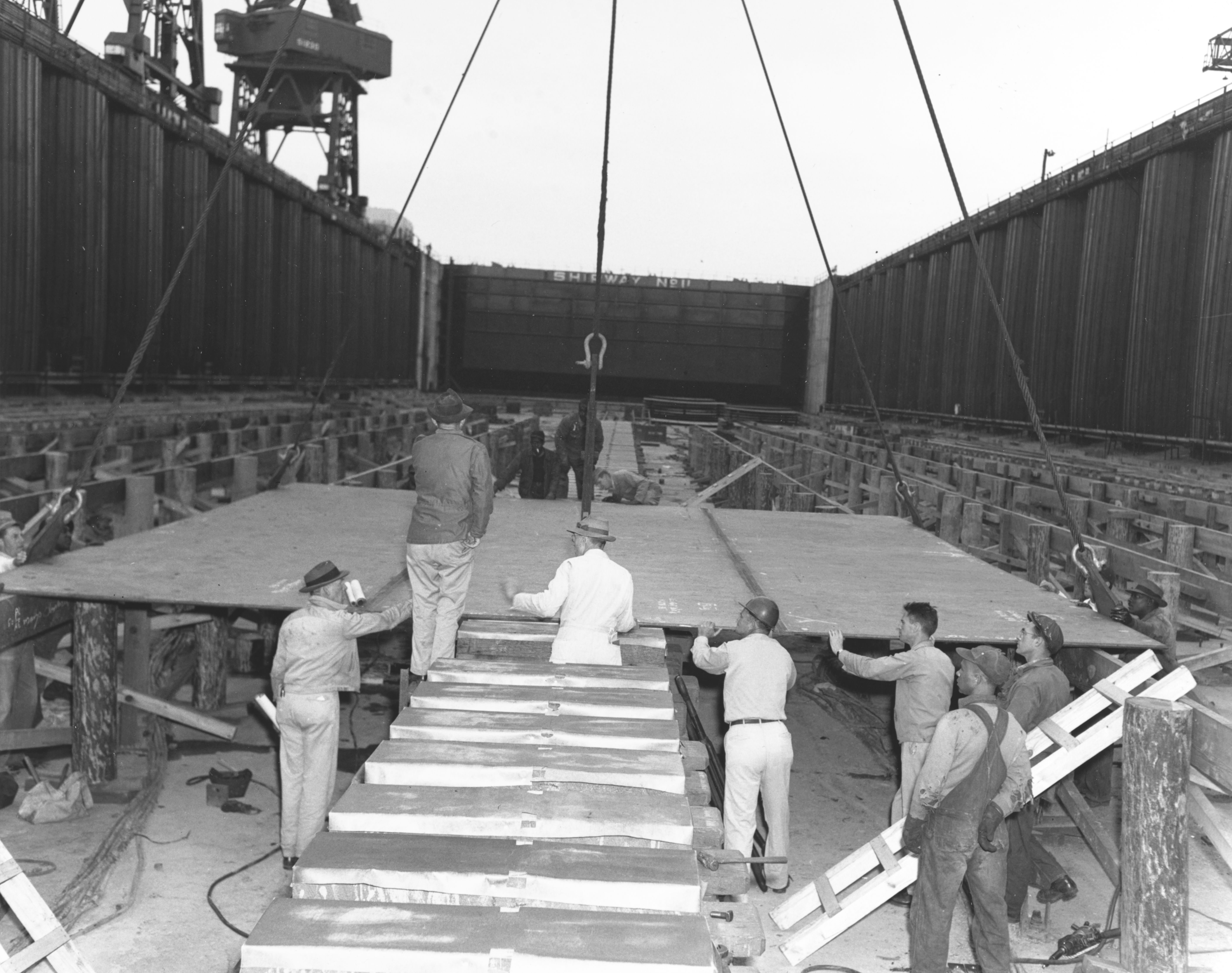
Die Kiellegung der United States am 18. April 1949

Der Kiel der United States wurde am 18. April 1949 bei der Werft Newport News Shipbuilding in Newport News, Virginia, gelegt. Die Kosten sollten bei etwa 190 Mio. US-Dollar für die erste Einheit liegen. Die folgenden drei Einheiten der Klasse waren zu diesem Zeitpunkt weder genehmigt worden, noch waren ihnen Namen zugewiesen.
Das Projekt war von Beginn an harter Opposition der anderen Teilstreitkräfte ausgesetzt, vor allem der Army und der Air Force. Diese fürchteten, ihr Budget könne durch die enormen Kosten der vier Schiffe gekürzt werden. Die Air Force fürchtete außerdem um ihr Monopol, Flugzeuge zu besitzen, die Atomwaffen tragen konnten. Die Joint Chiefs of Staff sahen die United States daher als unnötige Doppelung von Fähigkeiten, die die Air Force bereits besaß.
Diesem Druck gab der neue Verteidigungsminister Louis A. Johnson nach, der der Air Force nahestand, und kündigte am 23. April 1949, nur fünf Tage nach Kiellegung der United States, den Abbruch des gesamten Projekts an. Stattdessen wurde der Atombomber Convair B-36 für die Air Force beschafft. Diese Entscheidung, zusammen mit weiteren Kürzungen im Bereich der Marinefliegerei, ließ den schon länger schwelenden Aufstand der Admirale eskalieren. Nach der Bekanntgabe der Entscheidung zum Stopp des Baus der United States trat Marineminister John L. Sullivan aus Protest zurück, der Chief of Naval Operations Louis E. Denfeld wurde im November vom neuen Marineminister Francis P. Matthews wegen seiner Verstrickung in den Aufstand entlassen. Bereits 1951 revidierte die Regierung Truman jedoch ihre Einstellung bezüglich Flugzeugträgern und gab die Forrestal-Klasse in Auftrag, die allerdings ein grundlegend anderes Design im Flugzeugträgerbau einführte.

## Technik

### Rumpf

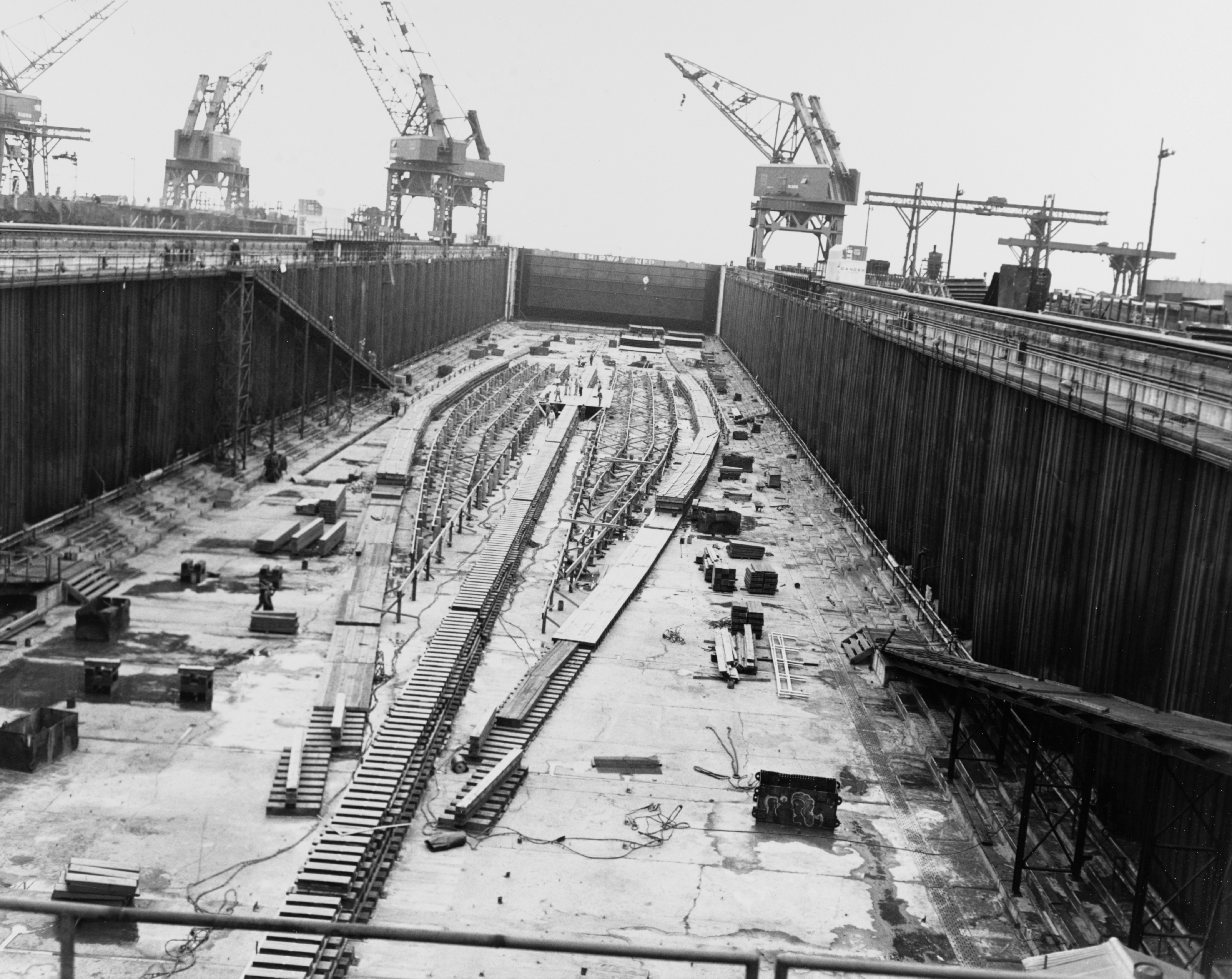
Die Grundform des Rumpfes ist im Trockendock nach der Kiellegung zu erkennen

Der Rumpf der United States sollte eine Länge von 331 Metern ü. a. aufweisen, 299 Meter waren als Wasserlinienlänge vorgesehen. Das Flugdeck wäre 332 Meter lang geworden. Die Breite des Rumpfes sollte 38 Meter betragen, die des Flugdecks an seiner breitesten Stelle 60 Meter. Der Tiefgang des Schiffes wurde mit 11,3 Metern kalkuliert. Die Verdrängung hätte 83.350 ts bei voller Zuladung und 66.000 ts Standardverdrängung betragen. Mit diesen Größen wäre das Schiff der bei weitem größte Flugzeugträger seiner Zeit gewesen (die vorhergehenden Einheiten der Midway-Klasse hatten eine Standardverdrängung von 45.000 Tonnen und waren weniger als 300 Meter lang).
Aufbauten („Insel“), wie sie auf den meisten früheren und allen späteren Flugzeugträgern zur Unterbringung der Kommandobrücke, für die Überwachung des Flugdecks und für die Radar- und Funkanlagen vorhanden waren und sind, waren nicht vorgesehen. Das Flugdeck des Schiffes wäre weitestgehend eben gewesen, der Flugzeugträger wäre also ein flush deck carrier, oder auf Deutsch ein Glattdeckträger, geworden.

### Antrieb
Zum Antrieb der United States war ein Dampfantrieb vorgesehen. Acht Kessel von Foster Wheeler sollten Wasser bis auf einen maximalen Dampfdruck von 8,3 MPa erhitzen, der Dampf sollte vier Getriebeturbinen von der Westinghouse Electric Corporation antreiben. Jede dieser Turbinen hätte eine Schraube mit 6,2 Metern Durchmesser angetrieben. Die Leistung des Systems hätte 280.000 PS oder 209 Megawatt betragen.
Die United States hätte mit diesem System Geschwindigkeiten von 33 Knoten oder 61 km/h erreichen können. Diese Höchstgeschwindigkeit wäre bei Flugzeugstarts regelmäßig ausgenutzt worden, da der dadurch entstehende relative Wind die Abhebegeschwindigkeit der Flugzeuge effektiv reduziert.

### Bewaffnung
Die United States sollte einige Geschütze zur Selbstverteidigung gegen Schiffe und Flugzeuge erhalten. Diese wären auf Schwalbennestern (Plattformen knapp unterhalb der Kante rund um das Flugdeck) platziert worden. Vorgesehen waren acht 5-Zoll/127-mm-Geschütze L/54 in Einzeltürmen sowie sechs 3-Zoll/76-mm-Kanonen L/37 in drei Doppeltürmen. Als Flugabwehrkanonen sollten außerdem 20 Stück 20-mm-Oerlikon-Kanonen installiert werden.

### Luftfahrzeuge

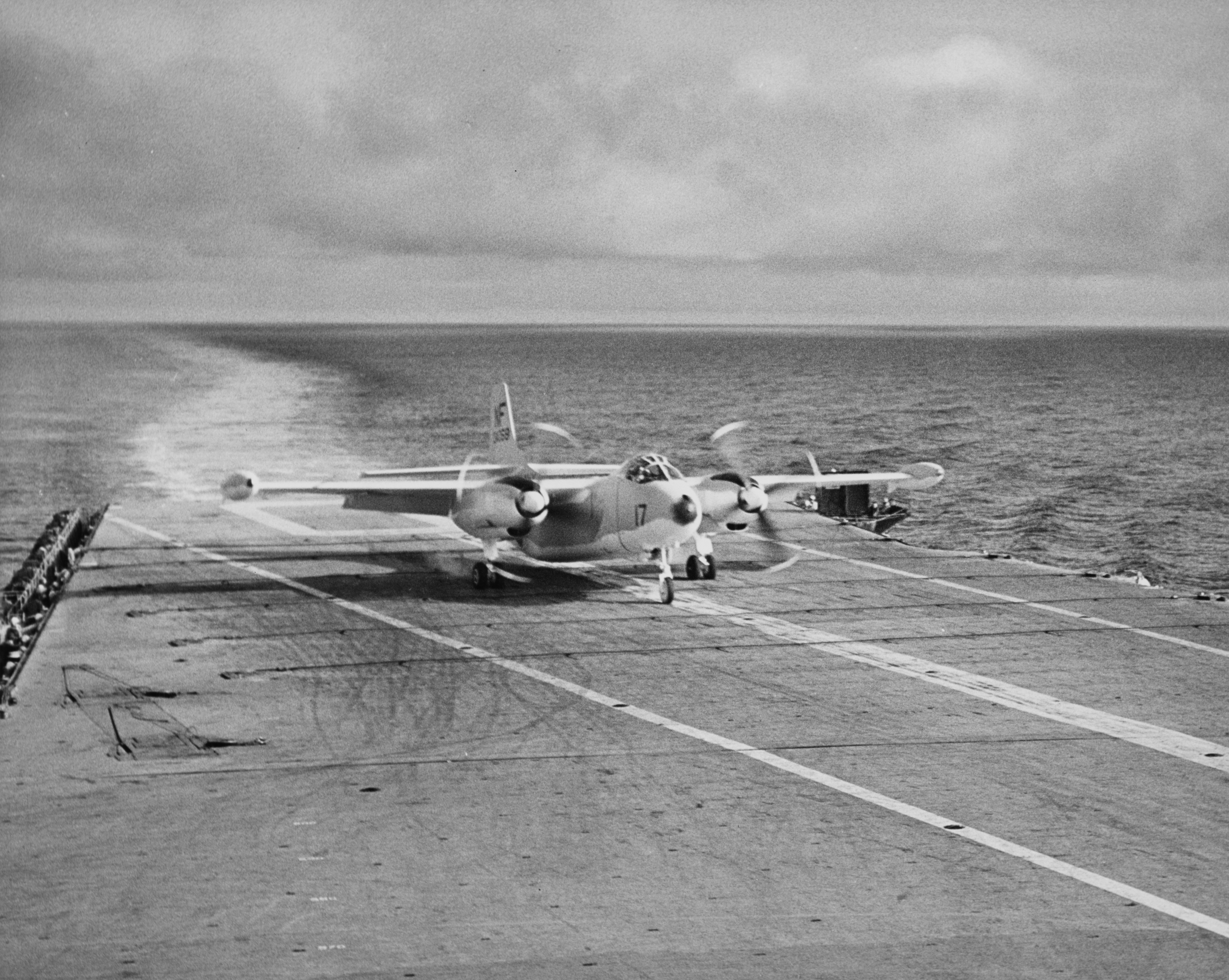
Eine AJ Savage bei einer Trägerlandung

Die United States sollte eine aus 12 Atombombern und 45 Jagdflugzeugen bestehende Carrier Air Group für Geleitschutzaufgaben aufnehmen. Als Bomber sollten entweder Lockheed P2V-3C Neptune oder North American AJ Savage eingesetzt werden, wobei erstere lediglich von dem Schiff hätte starten können, aber nicht darauf landen. Diese hätten im Einsatz eine Reichweite von rund 3500 Kilometern gehabt, bei einem Startgewicht zwischen 25 und 35 Tonnen. Dieses Gewicht wurde vor allem durch die bis zu fünf Tonnen schweren Atombomben erreicht. Geleitschutz sollte von McDonnell XF2H Banshee geflogen werden, mit ähnlichen Reichweiten wie die Bomber.
Unter dem Flugdeck war die Einrichtung eines Hangars für die Flugzeuge geplant. Diese wären über vier Aufzüge an Deck gebracht worden, von denen je einer steuerbord und backbord mittschiffs sowie am Heck installiert werden sollte. Den sicheren Start der Flugzeuge hätten vier Katapulte garantiert, die jeweils kurz vor den Aufzügen begonnen hätten und die Jäger und Bomber in Fahrtrichtung (zur Ausnutzung des durch die Fahrt erzeugten Windstroms über dem Deck) leicht nach außenbords beschleunigen sollten.

## Einsatzprofil
Die Träger der United-States-Klasse waren als mobile Flughäfen für den Start von nuklearen Angriffsflügen vorgesehen. Durch diese neue Idee wollte die US Navy die politische Komponente bei der Planung solcher Atomschläge verringern. Durch den Einsatz der Flugzeugträger vor der Küste eines Gegners in einer Zeit, als globale Reichweite von Flugzeugen noch Wunschdenken war, wäre man von der Stationierung von Bombern in fremden Staaten unabhängig geworden. Zusätzlich wäre ein Vergeltungsschlag gegen die mobilen Träger weit schwerer zu planen und auszuführen gewesen als gegen stationäre Flugfelder.
Die Jäger an Bord wären in der Lage gewesen, Luftabwehr für den Träger zu gewährleisten, und hätten außerdem Deckung für die Bomber, aber auch etwa bei amphibischen Operationen bieten können.
Im Ernstfall wären die Träger im Rahmen einer massiven Flugzeugträgerkampfgruppe eingesetzt worden. Diese sollte aus bis zu 39 Schiffen bestehen und basierte auf den Erfahrungen aus dem Pazifikkrieg, in dem Flugzeugträger Ziel massiver Angriffe geworden waren.